# Arqueología de Ecuador

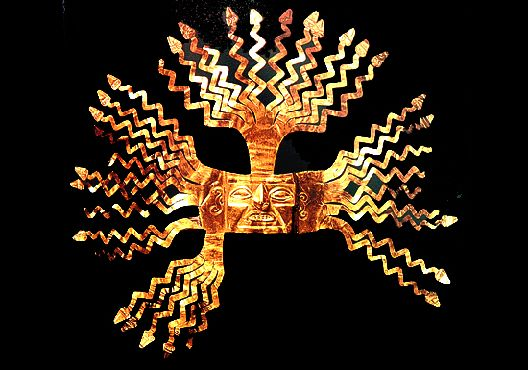
Sol de oro de Estrada

La arqueología de Ecuador es la historia de esta disciplina científica en dicho país. Se divide en tres partes tomando en cuenta la sofisticación de la investigación, desde los primeros coleccionistas, la arqueología de transiciüon y finalmente la contemporánea. También se describe su interacción con la historia y la sociología. 

## Historia de la arqueología ecuatoriana

### Inicios y primeras colecciones
El estudio del periodo prehispánico ecuador empezó a finales del siglo XIX con los estudios del historiador y arqueólogo ecuatoriano Federico González Suárez, quien ha sido señalado como el padre de la arqueología ecuatoriana. El pensaba en la historia como una forma de "enseñanza moral", y este pensamiento también se extendió a la arqueología. Entre 1902 y 1903 González Suárez investigaría varios sitios arqueológicos y publicaría libros como Los aborígenes del Carchi e Imbabura o Advertencias para buscar, coleccionar y clasificar objetos arqueológicos pertenecientes a los indígenas, antiguos pobladores del territorio ecuatoriano.
El arqueólogo estadounidense Marshall Saville también fue en personaje importante en los inicios de la arqueología ecuatoriana. Estudió varáis culturas de la costa ecuatoriana, especialmente en la provincia de Manabí.

### Periodo de transición
La investigación del pasado arqueológico del Ecuador continuó en manos de estudiosos como el ecuatoriano Jacinto Jijón y Caamaño o los extranjeros Max Uhle, Paul Rivet y René Verneau. Estos instrodujeron una metodología más rigurosa.
Jijón y Caamaño dedicaría varios años de su vida al estudio de las culturas aborígenes. En 1952   libro Antropología Prehispánica del Ecuador en el cual dividió la historia prehispánica del ecuador en distintos periodos: las  "culturas medias" entre 100 y 1000 AD, y "culturas modernas", a las que se entre 1000 y 1500 AD. Esta divició la logró en base a la estratigrafía de varios sitios multicomponentes, así como el uso de métodos de datación relativa. Sin embargo, las limitaciones técnicas de la época limitaron su trabajo a la descripción sucesiva de las culturas precolombinas.
Este periodo de transición se llevaría a cabo hasta el año 1970 y se caracterizaría por la ausencia de un centro de formación de arqueólogos. Sí existían sin embargo sociedades como el Instituto de Antropología e Historia que impulsaban los estudios científicos.

### Arqueología contemporánea

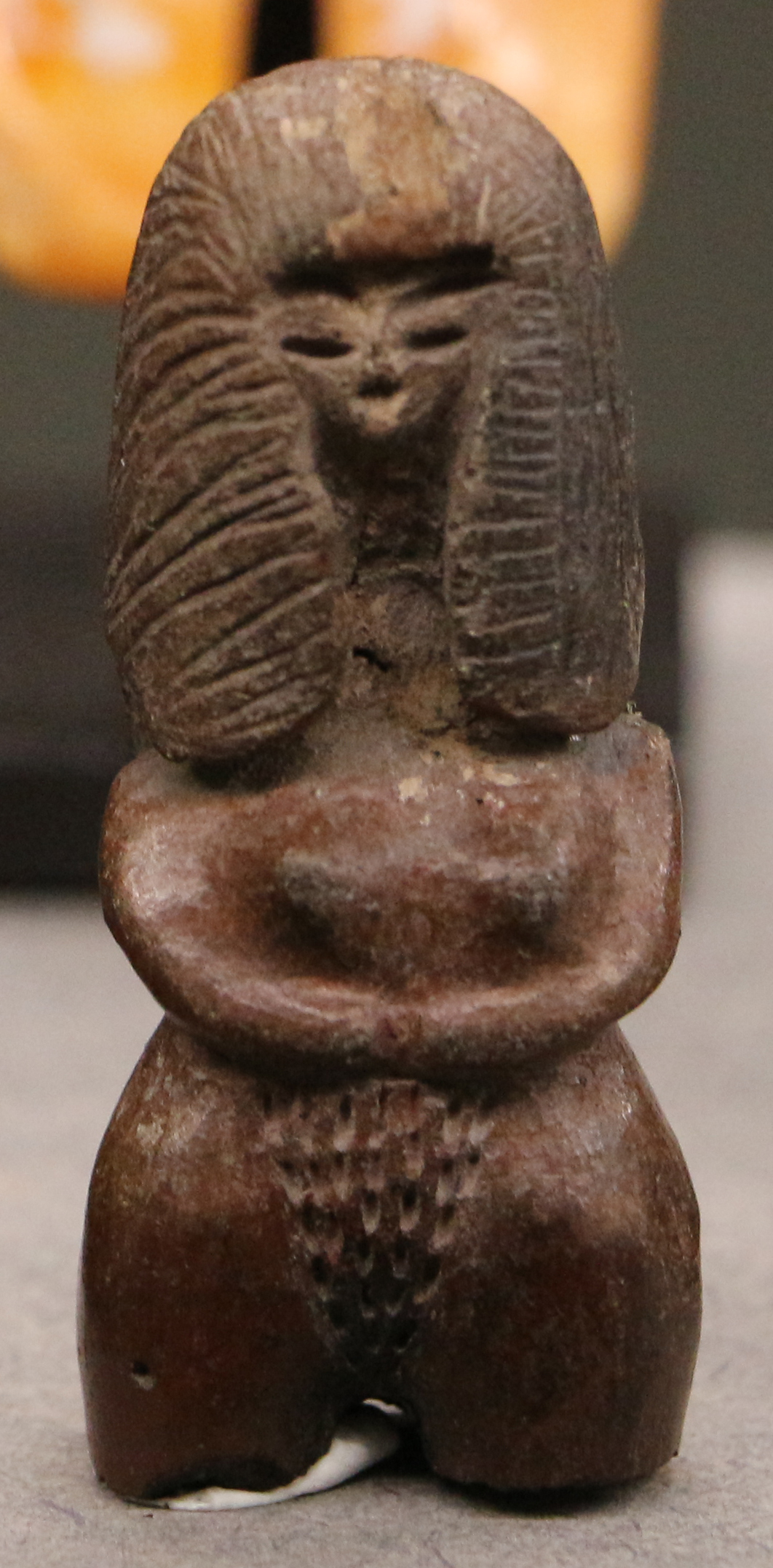
Venus de Valdivia

Quien tomaría la batuta sería Emilio Estrada Icaza junto a los arqueólogos Clifford Evans y Betty Meggers, quienes estudiarían las culturas formativas de la región litoral. Estrada tendría ahora a su disposición más recursos metodológicos como la datación absoluta, el uso más adecuado de la estratigrafía, así como una tipología cerámica más coherente. A partir de ello pudo llegar a niveles de interpretación más sofisticados para definir cosas como el ritual, el intercambio y las relaciones extraregionales. De esta forma se logró una nueva periodización basado en el esquema Steward que presentaría en 1948: los períodos Precerámico, Formativo, Desarrollo Regional e Integración. Esto no solo tomó en cuenta el trabajo de Caamaño sino que también corregiría algunas falencias en su trabajo con lo que se terminaría construyendo gracias al trabajo de Betty Meggers la periodización oficial en 1966 en su libro Ecuador. Esta sería la primera síntesis moderna de la arqueología en ese país. Con esto además se introdujo métodos de datación como el Carbono-14 y la hidratación de la obsidiana. También usaron la técnica de análisis cerámico "seriación fordiana".
A partir de esto empieza la arqueología contemporánea y la institucionalización de la disciplina. La Universidad Católica incluyó cursos de arqueología dentro del Departamento de Antropología. así como la fundación del Centro de Investigaciones Arqueológicas. La ESPOL fundó su Escuela de Arqueología, que ahora se conoce como Centro de Estudios Arqueológicos y Antropológicos. Se lleva a cabo el proyecto Ecuabel, en colaboración con Bélgica con el objetivo investigar las culturas prehispánicas y dar asistencia al Instituto de Patrimonio Cultural. Por último se funda el Museo del Banco Central que buscó repatriar y comprar una serie de piezas arqueológicas que antes se encontraban en manos de coleccionistas privados.

## Relación con otras disciplinas

### El Reino de Quito
La arqueología ha tenido una cercana relación con la historia, la sociología y la literatura en Ecuador. A partir de la secularización del estado con la Revolución Liberal, se buscó en el periodo aborigen los orígenes de esa nación por lo que muchas veces se recurría a la arqueología para ello. Los intentos giraron alrededor del periodo preincáico e incáico. Respecto al primero hubo mucha controversia sobre el Reino de Quito. Supuestamente se deriva su existencia de los escritos de Juan de Velasco en el siglo XVIII lo que sin embargo terminaría siendo refutado gracias a las investigaciones arqueológicas de Jijón y Caamaño. Esto no estaría libre de controversia puesto que causaría un debate con el sociólogo Pío Jaramillo Alvarado y el historiador González Suárez. La posición de este último era escéptica, Caamaño negaba, mientras que Jaramillo defendía la existencia frente a la refutación publicada en El examen crítico de la veracidad de la historia del Reino de Quito. Al final el arqueólogo Caamaño terminaría teniendo razón y en la actualidad se suele hacer referencia de manera informal y no científica al Reino de Quito pero solo como fruto de la confederación militar entre las culturas Quitu y Caranqui, para hacer frente a la invasión inca.

### Atahualpa y el nacionalismo
Jaramillo Alvarado no solo defendía la existencia de dicho reino sino que buscaba exaltar el pasado indígena de Ecuador con ensayos como "Atahualpa, creador de la nacionalidad quiteña" donde resaltaba la importancia de este sujeto histórico para la historia de ese país. Esto a su vez sería reforzado con la novela del escritor Benjamín Carrión titulado simplemente "Atahuallpa" en donde se lo considera como el último gran Inca que unificó el imperio. El objetivo principal era la afirmación desde la sociología y la literatura del origen quiteño de Atahualpa, hecho que está científicamente indefinido puesto que existen varias fuentes que dicen que nació en Cuzco. La refutación arqueológica de Jijón y Caamaño de la historia de Juan de Velasco, no solo que afectaba a la existencia del Reino de Quito sino que también puso en tela de duda la veracidad del origen quiteño de Atahualpa que en esa obra se afirmaba. Por esta razón la arqueología se enfrentaba a la sociología y literatura que por razones nacionalistas (Ecuador se encontraba en guerra con Perú) buscaba reinterpretar la guerra civil incaica y su relación con el conflicto militar de esa época. Esto además ayudó a la matización de afirmaciones subjetivas en la historiografía de ese país como que la ciudad "favorita" de Huayna Capac era Tomebamba, o que Quito era la "segunda capital del Tahuantinsuyo" o sino que también Tomebamba (Cuenca) era la "segunda capital del Tahuantinsuyo". El aporte de la arqueología fue importante e influenció a esta disciplina permitiendo al historiador Carlos Freile refutar otras afirmaciones infundadas como el origen indígena de Eugenio Espejo.